# Elektra (film, 2005)
Elektra je kanadsko-americký akční film z roku 2005, který natočil Rob Bowman podle komiksových příběhů o Elektře. Do amerických kin byl film, jehož rozpočet činil 43 milionů dolarů, uveden 14. ledna 2005, přičemž celosvětově utržil 56 681 566 dolarů. Snímek volně navazuje na film Daredevil z roku 2003.

## Příběh
Elektra, která byla po smrti přivedena zpět k životu, se stala nájemnou vražedkyní se schopnostmi prekognice. Úkol svého posledního zákazníka však nesplní, naopak své původní oběti začne chránit před dalšími útoky organizace, zvané Ruka. Ta chce odstranit jedinečného bojovníka, dívku, která má být rozhodující zbraní v odvěké válce mezi dobrem a zlem.

## Obsazení
- Jennifer Garner jako Elektra Natchiosová
- Goran Visnjic jako Mark Miller
- Kirsten Prout jako Abby Millerová
- Will Yun Lee jako Kirigi
- Cary-Hiroyuki Tagawa jako Roshi
- Terence Stamp jako Stick
- Natassia Malthe jako Typhoid
- Bob Sapp jako Stone